# أندريه كاسون
أندريه كاسون (بالإنجليزية: Andre Cason) مواليد 20 يناير 1969 في فرجينيا بيتش، هو عداء أمريكي متخصص في الجري السريع. فاز بالميدالية الذهبية في بطولة العالم لألعاب القوى.

## الميداليات
| الميدالية | المسابقة                                    |
| --------- | ------------------------------------------- |
| ذهبية     | بطولة العالم لألعاب القوى 1991              |
| ذهبية     | بطولة العالم لألعاب القوى 1993              |
| فضية      | بطولة العالم لألعاب القوى 1993              |
| ذهبية     | بطولة العالم لألعاب القوى داخل الصالات 1991 |
| ذهبية     | الألعاب الجامعية الصيفية 1989               |
| ذهبية     | بطولة العالم للناشئين لألعاب القوى 1988     |

## روابط خارجية
- أندريه كاسون على موقع الاتحاد الدولي لألعاب القوى (الإنجليزية)